# Tôn Thất Trĩ
Tôn Thất Trĩ (1810-1861), là võ quan triều Nguyễn trong lịch sử Việt Nam. Tháng 2 năm 1861, ông đã tử trận trong trận Đại đồn Chí Hòa.

## Tiểu sử sơ lược
Tôn Thất Trĩ là con trưởng của Từ tế ty phó sứ Tôn Thất Du, thuộc hoàng tộc nhà Nguyễn.
Sử Nguyễn (Đại Nam chính biên liệt truyện) không chép nơi ông sinh, chỉ cho biết ông là người khẳng khái và dũng lược, làm quan trải đến chức Hồng lô tự khanh.
Năm Tự Đức thứ 12 (1860), ở cửa biển Đà Nẵng, quan quân triều đình đang chống cự quyết liệt với quân Pháp, Tôn Thất Trĩ được sung làm tán tương ở nơi đó, để cùng lo việc quân với tổng chỉ huy mặt trận là tướng Nguyễn Tri Phương.
Với mong muốn đánh chiếm nhanh Đà Nẵng, rồi sẽ "giáng cho Huế một đòn quyết định" không thành công, tháng 3 năm 1860, quân Pháp rút hết vào Gia Định.
Lập tức, triều đình Huế sung Nguyễn Tri Phương, Phạm Thế Hiển, Tôn Thất Trĩ vào quân thứ Gia Định.
Rạng sáng ngày 24 tháng 2 năm 1861, quân Pháp nổ súng tấn công đại đồn Chí Hòa (Pháp gọi là Kỳ Hòa). Mặc dù Tôn Thất Trĩ hiệp cùng các tướng sĩ chống cự quyết liệt, nhưng trước hỏa lực mạnh của đối phương, đến khoảng 20 giờ tối ngày hôm sau (25 tháng 2) thì đại đồn thất thủ.
Tổng kết, bên quân Việt có khoảng 1.000 người chết và bị thương. Trong số tướng tử trận có tán tương Tôn Thất Trĩ, tham tán Phạm Thế Hiển và lang trung Nguyễn Duy.
Sau đó, Tôn Thất Trĩ được truy tặng làm Thị lang bộ Lễ. Tự Đức năm thứ 32 (1879), bài vị ông được đưa vào thờ ở đền Trung Nghĩa.

## Sách tham khảo
- Quốc sử quán triều Nguyễn, Đại Nam chính biên liệt truyện. Nhà xuất bản Văn Học, 2004.